# مرأب

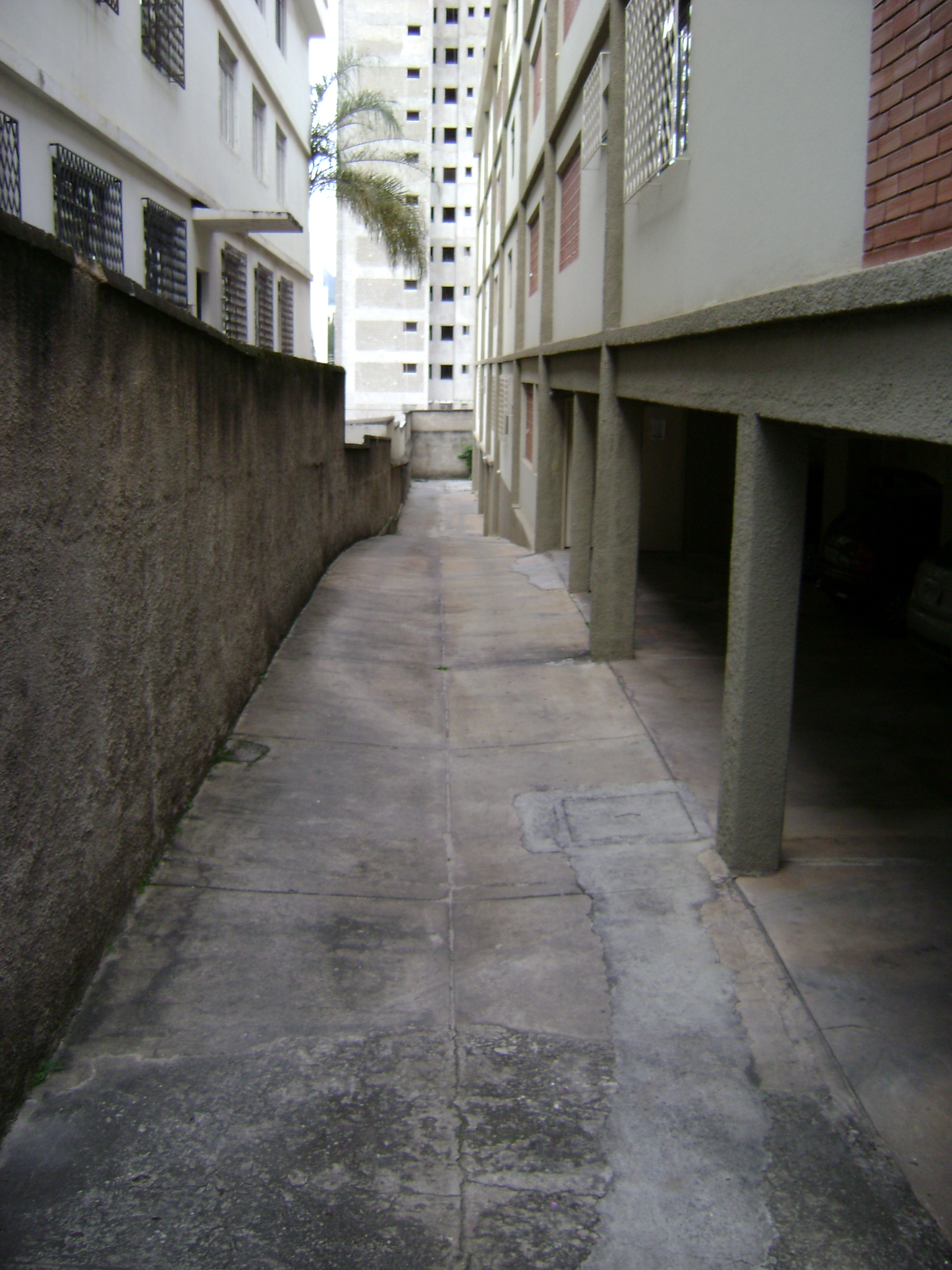
في بيلو هوريزونت (Belo Horizonte)، البرازيل.

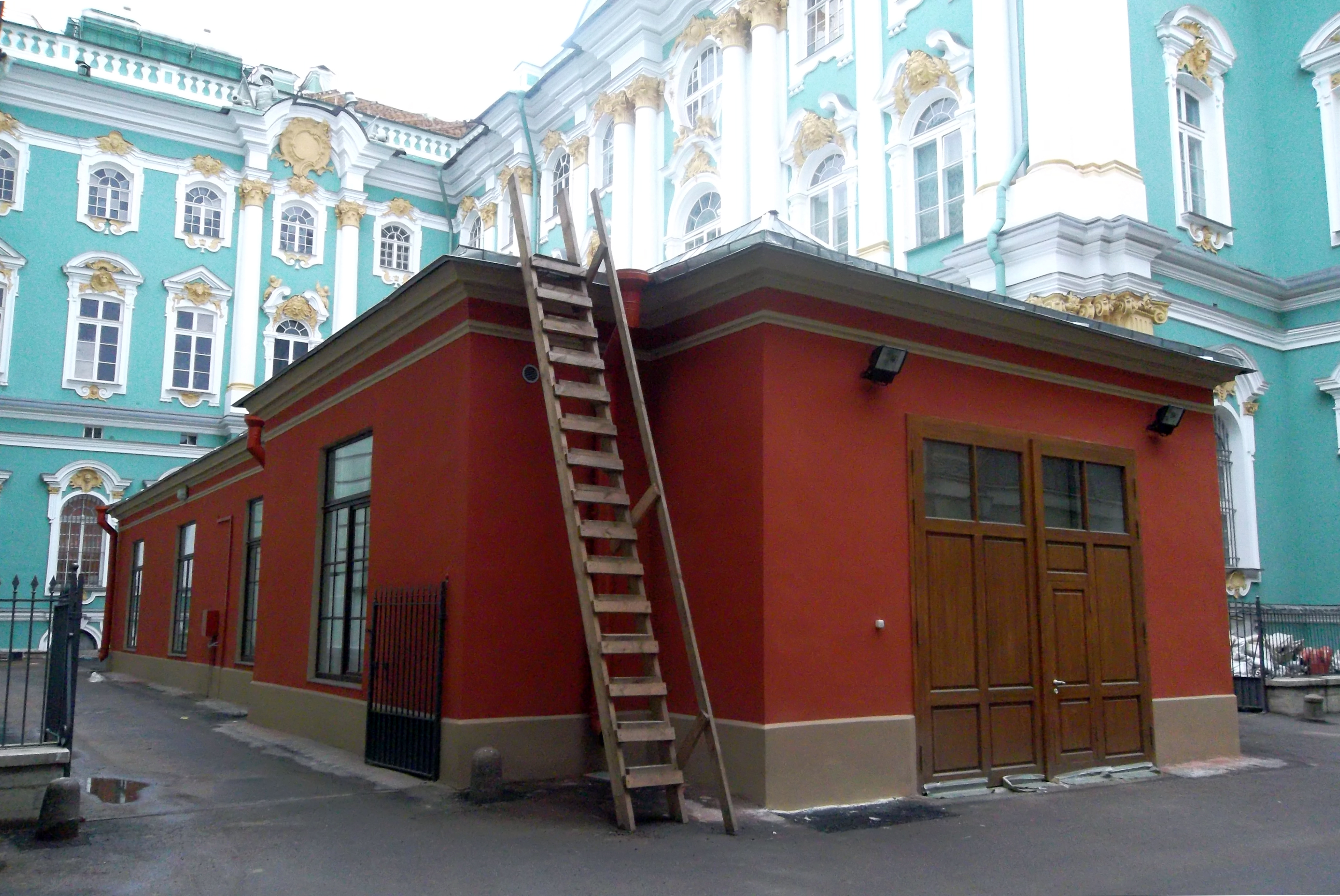
مرآب الإرميتاج (Hermitage garage)
نيقولا الثاني في متحف الإرميتاج، سان بطرسبرج، روسيا.

المَرْأَب هو مكان مُصمم أو مُستخدَم لتخزين مركبة أو مركبات. في بعض الأماكن، يُستخدم هذا المصطلح ترادفيًا مع مصطلح "سقيفة السيارة"، بالرغم من أنه يصف عادةً بناءً ليس مغلقًا تمامًا.

## الأسماء
المَرْأَب أو المِرْأَب أو المرآب (الجمع: مَرَائِب) أو الكراج أو الجراج

## المرائب السكنية الأسترالية
تحتوي المنازل الأسترالية عادةً على مرأبين أو مرأب ونصف أو مرأب مزدوج للسيارات، وتحتوي بعض المنازل الحديثة على مرأب ثلاثي ذي بابٍ واحد مزدوج أو بابٍ واحد فردي قبل سبعينيات القرن الماضي، كانت معظم المرائب مفصولة عن المنازل حيث كانت تُبنى وراء المنازل على الطريق الذي يسبق جانب المنزل، وكانت شائعةً في منازل الخشب الليفي القديمة وغير شائعة في المنازل المبنية من الطوب. تتكون أغلب الأبواب في هذه المرائب من اثنين من أبواب المخازن الخشبية مع وجود باب للدخول ذي حجمٍ اعتيادي في جانب المرأب أو باب بي & دي رولا (B&D Rolla Door)، الموصوف في الأسفل.
يعد الباب المنزلق (B&D Rolla Door) للمرأب أكثر الأبواب شيوعًا في أستراليا، حيث يتم استخدامه منذ عام 1956 ولا يزال مستخدمًا بشكلٍ كبيرٍ حتى الآن. فهو باب مرن مموج ولكنه مصنوع من ألواح الفولاذ القوي، وهو ينزلق خلال مسارات ويلف حول أسطوانة مثبتة فوق فتحة الباب في مدخل المرأب. تُعد هذه الأبواب يدوية الاستخدام ويمكن التحكم فيها كهربائيًا عن بعد (تعرف باسم Controll-a-Door)، مع إتاحة استخدام مجموعة أدوات للتحويل.
أما بالنسبة للإغلاق، فهناك نوعان من الأقفال: قفل أساسي في مركز الباب؛ يحرك قضيبين للإقفال انزلاقيين مربعين داخل وخارج الفتحات الموجودة داخل مسارات الباب حيث يفتحه ويغلقه، وقفل ذو ملف لولبي في المحرك الأتوماتيكي للباب.
تتميز المنازل الحديثة بأبواب النمط الأمريكي بصورة أكبر، وهي أبواب رفع قلّابة؛ تنزلق في مسارٍ مثبت على السقف عن طريق تشغيل المحرك، ودفع السلسلة. ومنذ أواخر السبعينات، أصبحت معظم المرائب، إن لم تكن كلها، متصلةً بالمنازل، وخلال الثمانينات أصبح وجود باب للدخول إلى المنزل من المرأب أكثر شيوعًا عندما يسمح التصميم بذلك، بينما أصبح هذا التصميم مألوفًا الآن.
تحتوي معظم الوحدات السكنية (الشقق) القديمة في أستراليا على مرائب في الطابق الأرضي حيث يمكن الوصول إليها عن طريق رواق مشترك وأبواب للدخول، وتؤدي جميعها إلى الطريق الخاص. بينما تحتوي الوحدات الجديدة على مرأب تحت الأرض.

## المرائب السكنية البريطانية

الرفع إلى أعلى (أب-آند-أوفر)(Up-and-over) باب مرآب

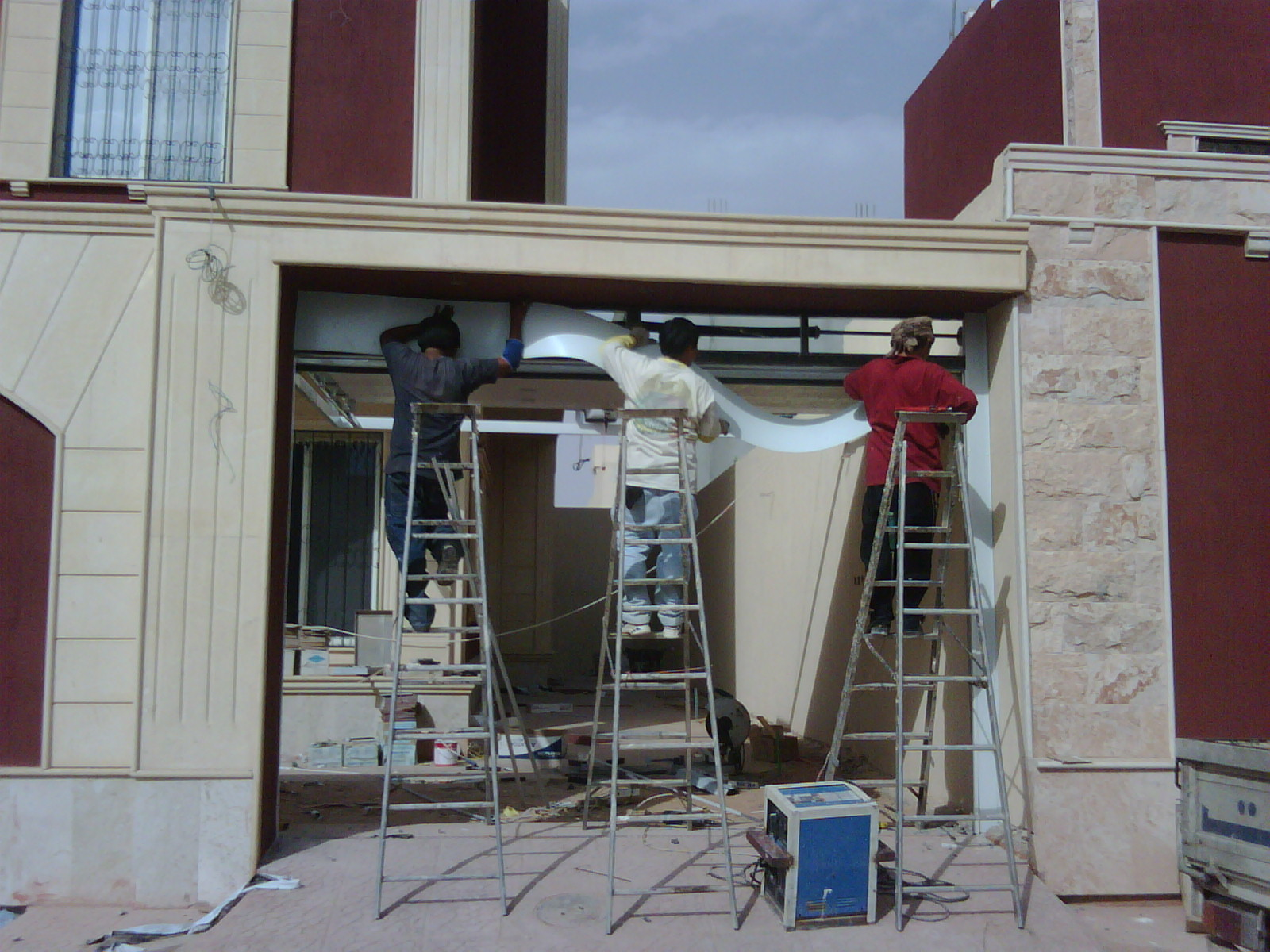
عزل باب المرآب الخاص

البريطانية بوجود مرأب حيث تحتوي عادةً على مرأب فردي أو مزدوج مبنيًا داخل المبني الأساسي، مقطوعًا من مساحة الأراضي (غالبًا ما يكون في الحديقة الخلفية)، أو في منطقةٍ عامة. وكما ازداد الحجم النموذجي السيارة العائلية بشكلٍ ملحوظ خلال العقود الأخيرة، فلم تعد بعض المرائب كافيةً لإيقاف السيارة وتزايد استخدام المرأب كمساحة للتخزين.
كان المصطلح الشائع لهذه البنايات في العقود الأولى من القرن العشرين هو بيت السيارات. وعلى نحوٍ تقليدي، كانت أبوابالمرأب خشبية، تُفتح إما عن طريق لوحين من الألواح المعدنية، أو عن طريق الانزلاق الأفقي. تُزوَّد المرائب الجديدة بأبواب معدنية تسمى (أبواب الرفع إلى أعلى) (up-and-over doors). وفي المنازل الجديدة، أصبحت هذهِ الأبواب تعمل بالكهرباء على نحو متزايد.
عادةً، يكون المرأب الفردي البريطاني الصغير 8 by 16 قدم (2.4 م × 4.9 م)، والمرأب الفردي المتوسط 9 by 18 قدم (2.7 م × 5.5 م)، والمرأب الفردي الكبير 10 by 20 قدم (3.0 م × 6.1 م). أصبحت السيارات العائلية أكبر مما كانت عليه في الماضي، ولذلك أصبح الحجم الأكبر للمرأب هو الخيار المفضل. يبلغ حجم سيارة اعتيادية عائلية كبيرة مثل فورد منديو (Ford Mondeo) ما يقرب من 15 by 6 قدم (4.6 م × 1.8 م)، وهذا يعني أنه بالرغم من وجود مرأب أكبر مساحةً، فإنه من الضروري إيقاف السيارة عند جانب واحد حتى يمكن فتح باب السائق بدرجةٍ كافيةٍ للدخول والخروج من السيارة.

## المرائب السكنية بالولايات المتحدة

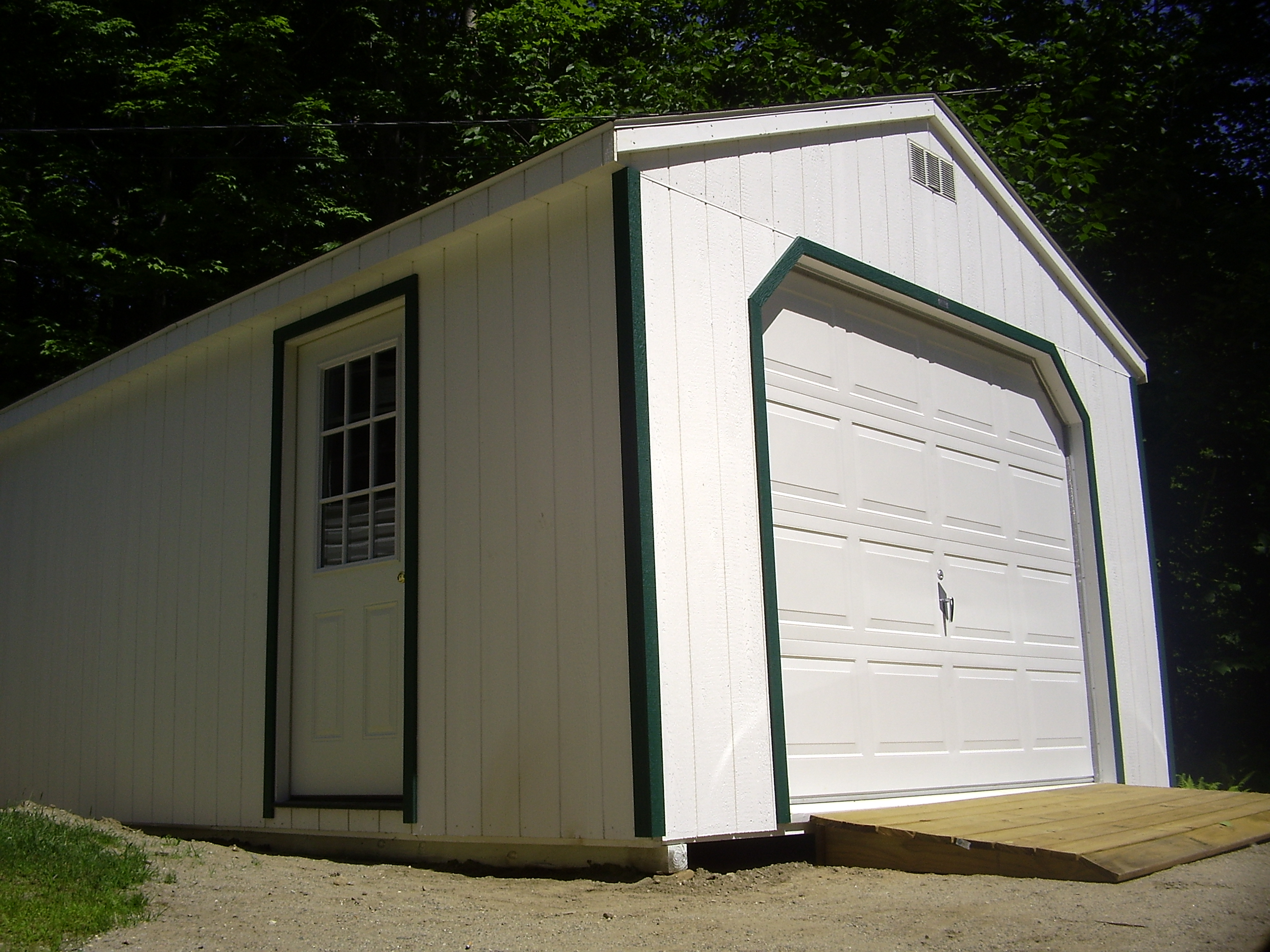
مرآب حديث لسيارة واحدة، في الولايات المتحدة الأمريكية (USA).

في معظم منازل العائلة الواحدة ومنازل المدينة الأمريكية، يحتوي المرأب فيها على بابٍ في جانب المبنى لدخول وخروج السيارات. تُفتح معظم أبواب المرائب إلى أعلى عن طريق استخدام محرك سلسلة كهربائي، والذي من الممكن التحكم فيه عن بعد من سيارة المقيم في المنزل من خلال جهاز إرسال لاسلكي صغير. تتصل المرائب بأقرب طريق من خلال طريق خاص. كما تتوفر مساحة داخل المرأب لسيارة واحدة أو اثنين، وتحتوي المرائب المُنشأة في ستينيات القرن الماضي عادةً على بابٍ يصل المرأب مباشرةً بداخل المنزل («مرأب متصل»). كانت المرائب السابقة في كثير من الأحيان منفصلة كما كان موقعها في الفناء الخلفي للمنزل، ويمكن الوصول إليها من خلال طريق خاص أو زقاق.
وفي الماضي، كانت المرائب غالبًا مبان منفصلة عن المنزل («مرأب منفصل»)، تشبه تقريبًا السقائف الحديثة. وفي بعض الأحيان، يتم بناء مرأب فوق شقة حيث يمكن تأجيره. ونظرًا لانتشار السياراتبشكل أكبر، أصبحت فكرة وصل المرأب مباشرةً بالمنزل مستخدمةً على نطاقٍ واسع. في حين يجب على الشخص الذي يمتلك مرأباً منفصلاً السير إلى الخارج أيًا كانت حالة الطقس، فيسير الشخص الذي لديه مرأب متصل بالمنزل مسافةً أقل داخل نفس المبنى.
وفي معظم الأحيان، تُؤسس المرائب حيثما تقع سندرة المنزل. وتستخدم المرائب أيضًا لتخزين الأدوات، والدراجات الهوائية، وجزازات العشبوالأشياء الأخرى، كما أن معظم المرائب غير مكتملة الأرضيات. ونظرًا لاستخدامها كمخازن بشكلٍ كبير، وكمساحة مفيدة للقيام بمشروعات تحسين المنزل، فلا يستخدم بعض مالكي المنازل المرائب الخاصة بهم لإيقاف سياراتهم، ولكن يفضلون سقيفة السيارات بديلاً.. تحتوي بعض المرائب على غرفة تخزين منفصلة لتجنب هذه المشكلة جزئيًا.
وفي مطلع القرن الواحد والعشرين، بدأت الشركات في عرض «المرائب المحمولة» في الولايات المتحدة. وفي أغلب الأحيان، تُصنع هذه المرأب من المعدن وتكون غير متصلة بالمنزل القائم أو أي مبنى آخر، وهي تشبه مرأب المُنشأة قبل ستينيات القرن الماضي. تستاء عديد من جمعيات مُلاك المنازل من تأسيس هذه المباني غير المطابقة للمواصفات، ولكن لا يزال الإقبال عليها متزايدًا.
يمكن لشركات رصف مرأب تركيب منتجات للرصف غير متوفرة عمومًا بالنسبة لمالك المنزل وتوفير نظام طلاء يدوم لمدة طويلة. تتضمن هذه المنتجات، على سبيل المثال لا الحصر، الإيبوكسي (epoxies)، والبولي يوريثان (polyurethanes)، و وحدات بلاط نموذجية.
تقوم شركات أبواب المرائب بتركيب أو تصليح أبواب المرائب، حيث تعد هذه العملية خطيرة وتتطلب قدرًا كبيرًا من المهارة الفنية لإتمامها بأمانٍ وبشكلٍ صحيح. تأتي أبواب المرائب في أشكال متنوعة: يدوية وأوتوماتيكية. يعمل كل من أبواب المرائب اليدوية والأوتوماتيكية عن طريق الضغط على نابض (زنبرك). ومع الوقت والاستخدام المستمر، تضعف هذه النابضات وتتلف. يمثل استبدال هذه النابضات إجراءً خطيرًا جدًا ويرجع هذا إلى القوة الكبيرة التي تحملها هذه النابضات.

## المرائب البارزة
شركة هوليت باكارد (Hewlett-Packard) في وادي السيليكون (Silicon Valley) بدأت عملها في مرأب. أصبح هذا المرأب مَعلمًا مميزًا الآن.

## معرض للمرائب الخاصة

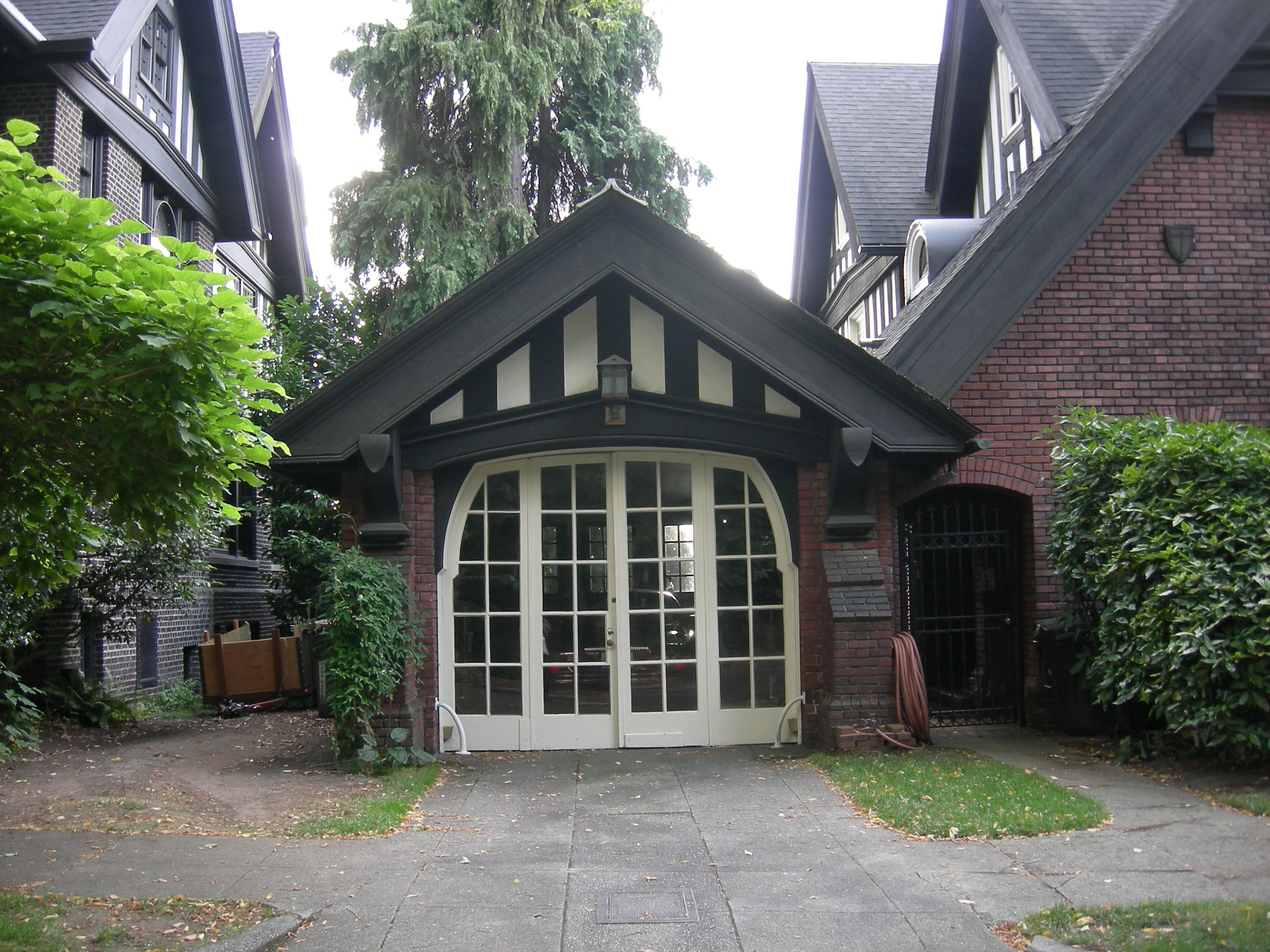
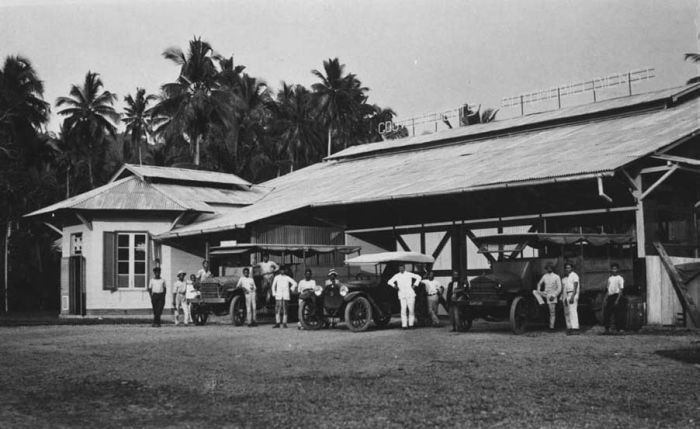
1919
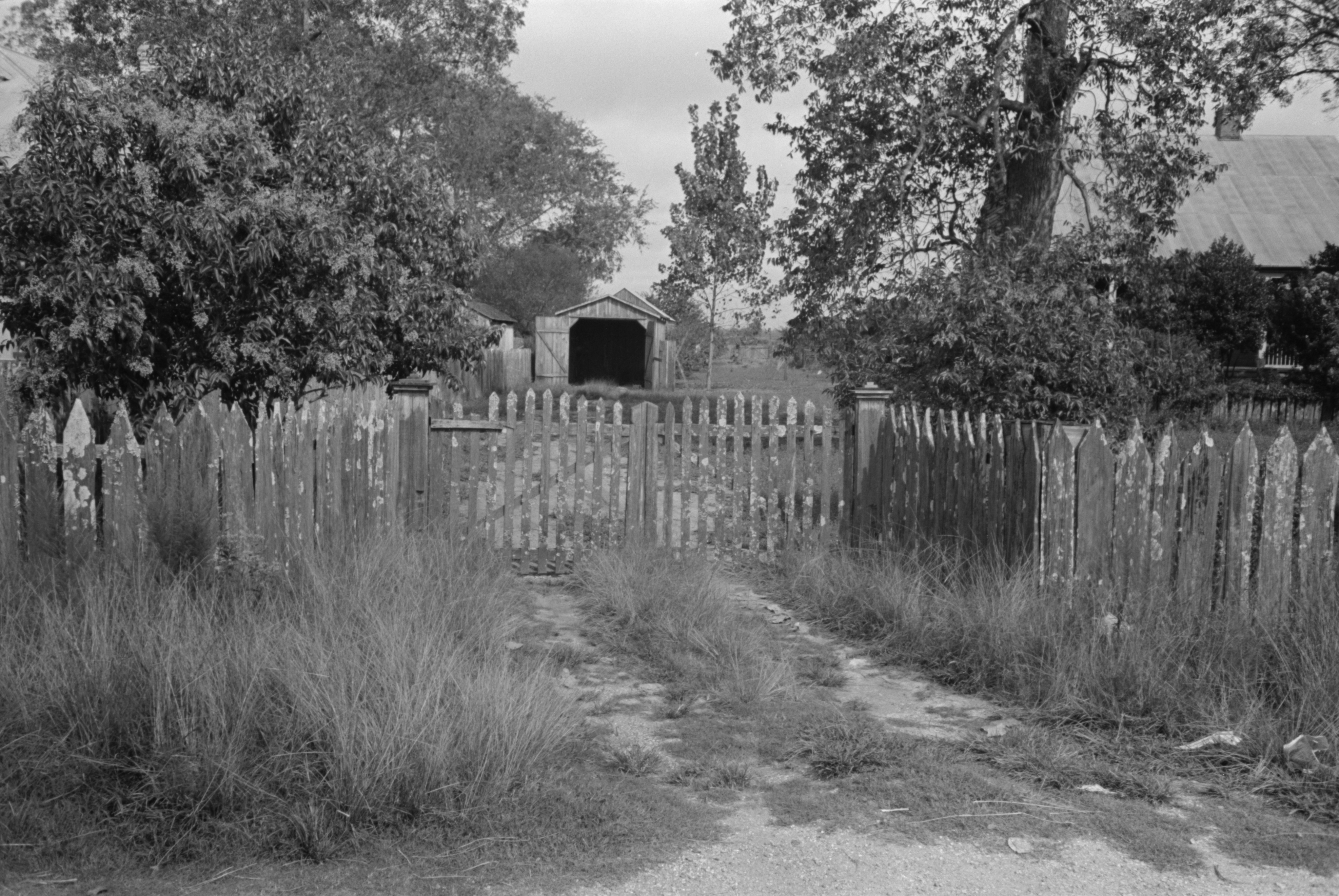
1938
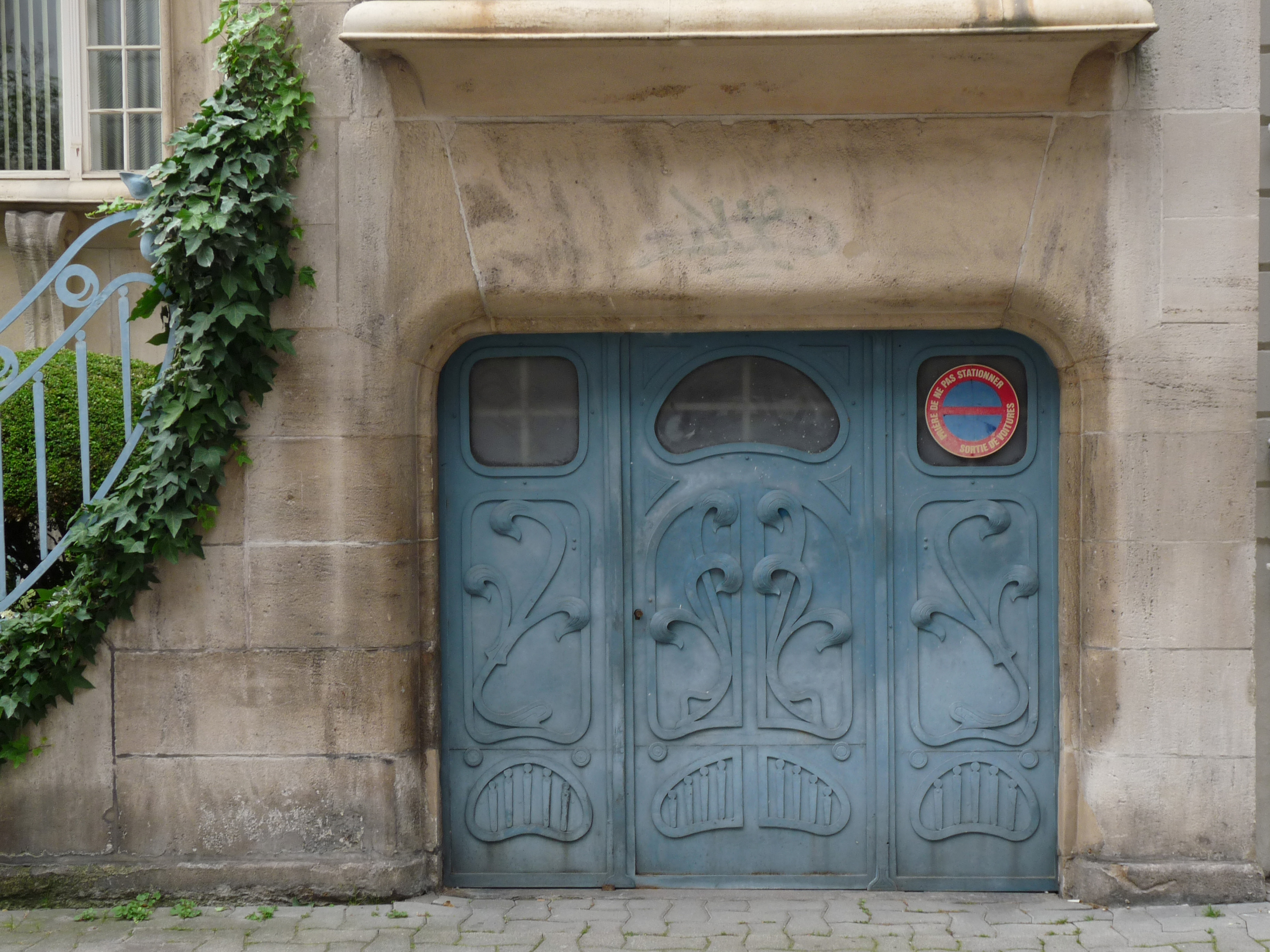
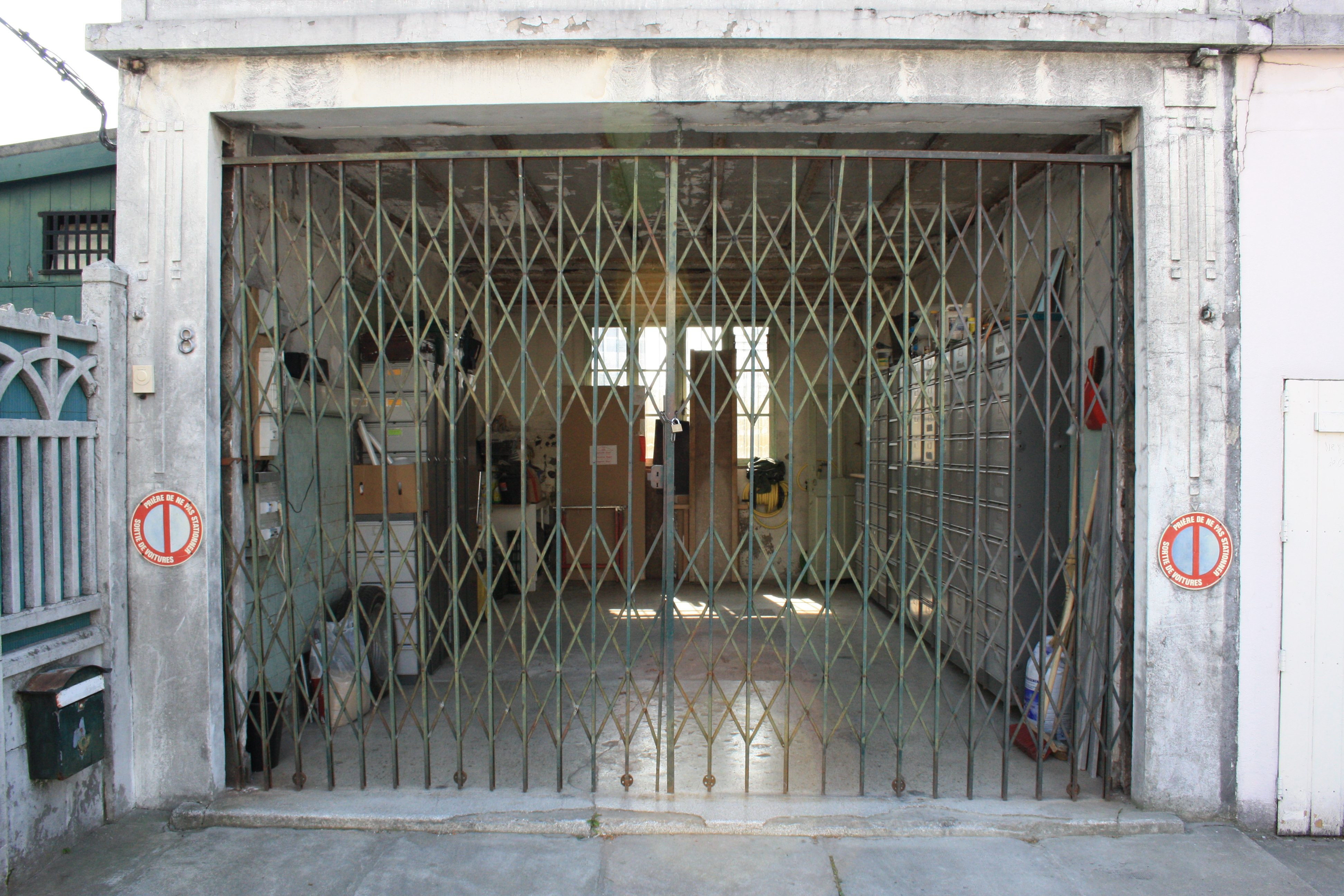
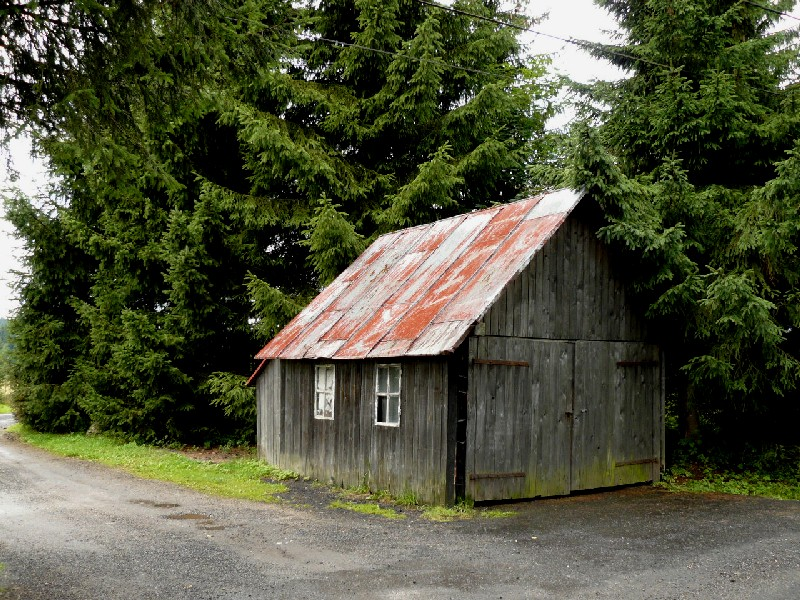
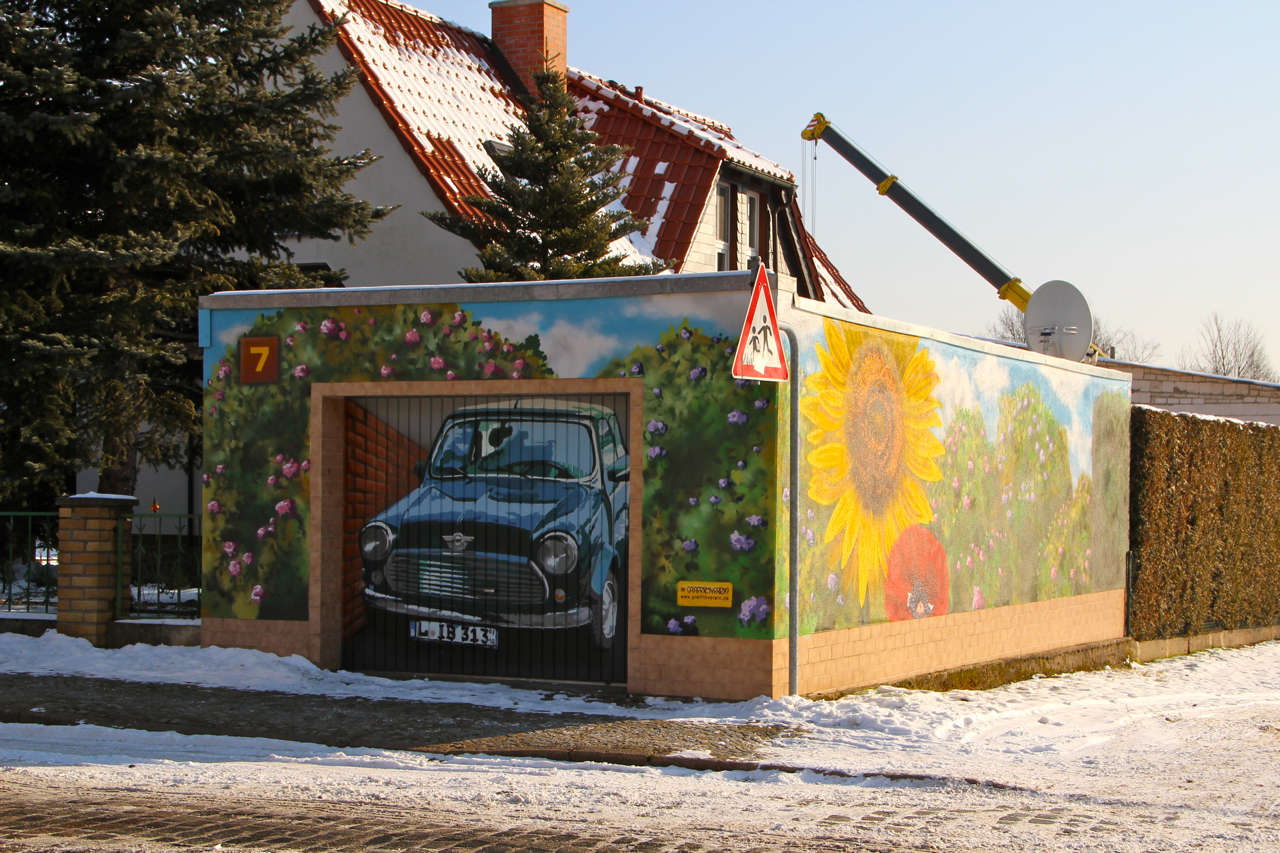
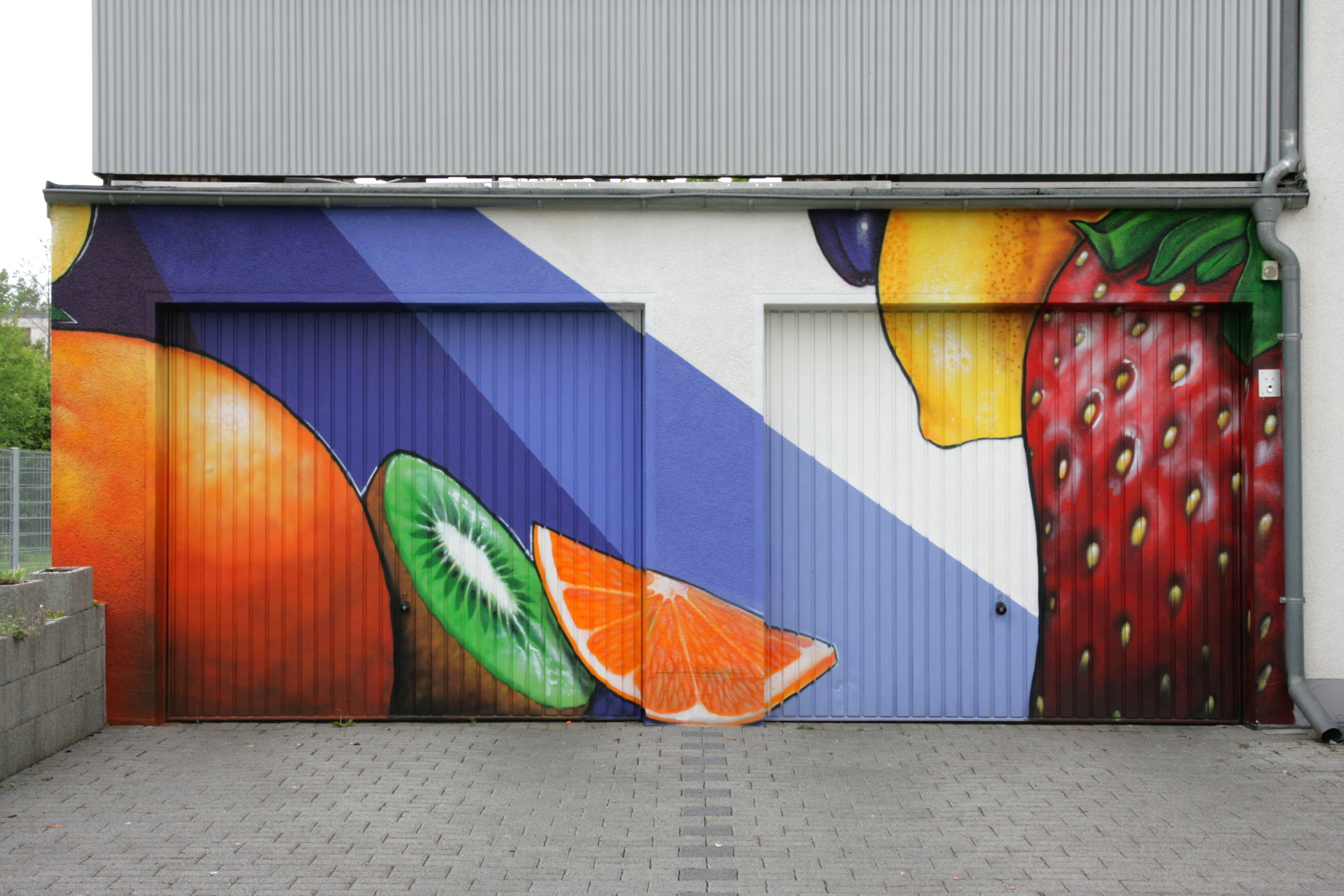

## مخزن السيارات/حظائر السيارات
يُشار إلى المرائب المستخدمة في الولايات المتحدة وكندا لتخزين وسائل النقل والحافلات باسم مخزن سيارات أو حظائر السيارات. تكون مرافق التخزين إما مبانٍ معدنية أو طوبية تم استخدامها لتخزين وسائل النقل أو الحافلات بعيدًا عن العوامل الأخرى. ويشار إليها في بريطانيا باسم مستودع الحافلات أو مخزن.

## مرأب ومرآب
من الأخطاء تسمية المرأب بالمرآب. فالمرأب هو مكان إيواء السيارة أما مرآب فهو من يُصلح الأشياء المكسورة ونحوها